# Boji Tower
Boji Tower – wieżowiec w Lansing, w stanie Michigan, w Stanach Zjednoczonych, o wysokości 110,9 m. Budynek został otwarty w 1931 i posiada 25 kondygnacji.